# 泗门镇
泗门镇，是中国浙江省宁波市余姚市下属的一个镇，位于余姚市北部，北临钱塘江，南距余姚市区17公里。泗门镇总面积66.3平方公里，下辖16个行政村和4个居委会，全镇人口约6.3万人。2008年，泗门镇成为宁波市卫星城市试点镇，享有部分县级经济社会管理权限。

## 行政区划
下辖以下地区：
西大街社区、东大街社区、汝湖社区、后塘河社区、小路下村、湖北村、楝树下村、谢家路村、夹塘村、陶家路村、相公潭村、万圣村、上新屋村、海南村、镇北村、泗北村、镇南村、东蒲村、大庙周村和水阁周村。